# ストーンウォールの反乱
「ストーンウォールの反乱」（ストーンウォールのはんらん、英: Stonewall riots、「ストーンウォールの蜂起」「ストーンウォールの暴動」「ストーンウォールの革命」「ストーンウォール暴動」、また単に「ストーンウォール」とも呼ばれる）は、1969年6月28日の早朝に、ニューヨーク市のロウアー・マンハッタンのグリニッジ・ヴィレッジにあるストーンウォール・インにて、警察の強制捜査に抵抗して行われた、自発的な暴動・デモである。ストーンウォールの反乱は、アメリカ合衆国のLGBTQの人々が政府の迫害に抵抗した事例として、初めてのものというわけではないが、米国内外におけるゲイ解放運動の新たな始まりを象徴する出来事になった。
1950-60年代の米国において、特に同性愛者の人々は、他の西側諸国や東側諸国よりも反同性愛的な法制度に直面していた。米国の初期の同性愛者団体は、ゲイの人々が社会に同化可能であることを証明しようとし、同性愛者と異性愛者の双方に対して非対立的な啓発活動を行う傾向にあった。しかし、1960年代末になると、数多くの社会運動（公民権運動、カウンターカルチャー、反戦デモなど）が活発化し、これらの影響と、グリニッジ・ヴィレッジの自由な環境が、ストーンウォールの反乱のきっかけとなった。
当時の米国では、LGBTQの人々を表立って歓迎する施設は非常に少なかった。LGBTQを歓迎する数少ない施設がバーであり、特にストーンウォール・インは当時のLGBTQコミュニティの中でも最も貧しく、最も周縁化された人々の間で人気があった。たとえば、ドラァグクイーン、トランスジェンダー、女性的な若者、男娼、ホームレスの若者などである。1960年代、ゲイ・バーへの警察の捜査は日常的に行われていたが、この反乱の際には、警官はコントロールを失い、暴動を引き起こす群衆を引き寄せた。ニューヨーク市警と、グリニッジ・ヴィレッジのLGBTQの住民との間の緊張は、翌晩から数晩にわたって続く抗議へと発展した。数週間のうちに、運動団体が組織され、LGBTQ当事者が逮捕される恐怖を覚えることなく、自身の性的指向を表明できる場を確立できるよう活動した。
ストーンウォールの反乱の後、数週間から数か月のうちに、政治的にアクティブな社会組織が立ち上げられ、LGBTQの人々の権利について公然と声明を出す出版物を創刊した。反乱から一周年の日は、いくつかの米国の都市での平和的なデモによって記念され、これがのちにプライド・パレードに成長した。2016年、ストーンウォール・ナショナル・モニュメントが現場に設立された。現在では、ストーンウォールの反乱を記念して、毎年6月末に世界中でプライド・イベントが開催されている。

## 背景

### 20世紀中頃の米国における同性愛差別
歴史家のバリー・アダムによれば、第二次世界大戦による社会的動揺の後、多くの米国人は「戦前の社会秩序を回復し、変化の力を食い止めたい」という強い願望を抱いた。国際的な反共主義の潮流から、ジョセフ・マッカーシー上院議員は、米国政府・米国陸軍、その他の政府資金による機関や施設において共産主義者を探し出すための公聴会を行い（レッドパージ）、国家的なパラノイアを引き起こした。無政府主義者、共産主義者、また「非米国的」で破壊的とみなされた他の人々は、国家の安全保障上のリスクとされた。ゲイ・レズビアンもまた、「恐喝に弱い」という理由で、アメリカ合衆国国務省によってこのリストに加えられた。1950年、クライド・ホーイ上院議員が主導した上院調査は、報告書の中で「表立って倒錯行為に関与する者は、正常な人物が持つ情緒的安定性を欠いていると考えられる」と記し、また政府のすべての諜報機関は「政府機関の性的倒錯者は安全保障上のリスクであるという点に、完全に同意していた」。1947-1950年の間に、同性愛者と疑われたことを理由に、1700件の連邦職への応募が拒否され、4380人が軍から除隊され、420人が政府職を解雇された。
1950-60年代を通して、連邦捜査局と警察は、同性愛者のリストと、彼らが好んで訪れる場所や交友関係のリストを保管し、アメリカ合衆国郵便公社は、同性愛に関する資料が送付された宛先を追跡していた。州や地方自治体もこれに追従し、同性愛者向けのバーは閉鎖され、客は逮捕され、新聞で実名が報道された。都市では、同性愛者の人々を排除するために、近所・公園・バー・ビーチなどで一掃作戦が行われた。異性装は法律によって禁止され、大学では同性愛者と疑われた教員が退学・解雇された。
1952年、アメリカ精神医学会は、『精神疾患の診断・統計マニュアル』（DSM）において、同性愛を精神障害として分類した。ここでは、1962年の大規模な研究が、「同性愛」をトラウマ的な親子関係によって引き起こされる異性への病的な潜在的恐怖として「精神障害」に含めることを正当化する根拠として用いられた。この見解は、医療界において広く影響力を持った。1956年、心理学者のイヴリン・フッカーは、同性愛者を自認する男性と異性愛者の男性を比較し、その幸福度および心理的安定性に違いがないことを示す研究を行った。彼女の研究は医学界に衝撃を与え、多くのゲイ・レズビアンにとって彼女は英雄となったが、同性愛がDSMから削除されたのは1974年のことであった。

### ホモファイル（同性愛）運動の勃興
この流れに対抗して、ゲイ・レズビアンの権利を推進し、逮捕の恐れなく交流できる機会を提供するため、別々に2つの団体が結成された。1950年、ロサンゼルスのゲイは、共産主義者のアクティヴィストのハリー・ヘイの自宅でマタシン協会を結成した。その目的は、同性愛者を統一し、彼らを教育し、リーダーシップを提供し、さらに「性的倒錯者」が法的問題に直面した際に支援することであった。しかし、そのラディカルな方針は強い反発に直面し、1953年、マタシン協会は、社会への同化と尊敬されることへと方針を転換した。つまり、ゲイ・レズビアンが異性愛者と変わらない「普通の人間」であると証明することで、同性愛に対する人々の意識を変えようとするようになった。まもなくして、サンフランシスコの数人の女性たちが、自宅のリビングルームで、レズビアン団体「ビリティスの娘たち」（DOB）を結成した。DOBを創設した8人の女性は、当初は安全に踊れる場所がほしいという理由で集まったが、団体の規模が大きくなるにつれて、マタシン協会と同様の目的を掲げるようになり、会員に一般社会への同化を促すようになった。
政府による迫害への最初の挑戦の一つは、1953年に起こった。きっかけは、ワン・インスティチュートという団体が『ONE』という名の雑誌を出版したものの、アメリカ合衆国郵政公社がこの雑誌の8月号の配送を拒否したことである。8月号は、異性愛の結婚をした同性愛者に関する内容を含んでいたが、それは茶色い紙に包まれていたにもかかわらず、猥褻であるという理由で拒否された。この事件は最終的に最高裁判所に持ち込まれ、最高裁は1958年に「ONE社はその出版物を郵便で送付する権利がある」と判決した。
同性愛者団体（当時は「ホモファイル団体」と自称）が増加し、東海岸へも広がるなかで、これらの団体の会員は徐々により大胆になっていった。ワシントンD.C.でマタシン支部を設立したフランク・カメニーは、同性愛者であることを理由に米国陸軍地図局を解雇され、復職を求めて訴訟を起こしたが敗訴した。カメニーは、同性愛者は異性愛者と変わらないと主張し、特に精神医療の専門家に向けて活動を行った。当時、精神医療の専門家の中には、マタシンやDOBの会合に出席し「あなたたちは異常だ」と会員に語る者もいた。
1965年には、キューバにおける同性愛者の強制労働収容所に対して、ニューヨーク・ワシントンD.C.のマタシン協会が、国連やホワイトハウスで抗議行動を組織した。それに続いて、他の政府機関の建物の前でも同様のデモが行われた。この抗議の目的は、キューバにおけるゲイの人々の扱いと、米国内の雇用差別に対する抗議であった。これらのピケ行動は、多くの同性愛者に衝撃を与え、マタシン協会やDOBの指導部の一部を当惑させた。同時期、公民権運動やベトナム戦争への反対運動も、1960年代を通じてその注目度、頻度、激しさを増していき、警察との衝突も激化していった。

### トランスジェンダーによる抵抗
当時、小さなゲイ・コミュニティの周縁に、伝統的な性規範に挑戦する人々がいた。女性的な男性、男性的な女性、また出生時に割り当てられた性別と異なる形で服を着たり生活したりする人々であり、それは一部の時間だけの人もいれば、常にそうしている人もいた。当時、こうした人々はトランスヴェスタイト（異性装者）として分類された。こうした人々は、性的少数者の中でも、マタシン協会やDOBが慎重に作り上げようとしていた「規範的社会に適合できる同性愛者」のイメージを覆す存在の代表であった 。
1959年、ロサンゼルスのクーパー・ドーナツ・カフェで、LGBTQの人々が、警察の嫌がらせに対抗して暴動を起こした（クーパー・ドーナツ暴動）。1966年、より大規模な事件がサンフランシスコで起きた。ドラァグクイーン、売春者、トランスジェンダー女性たちがコンプトンズ・カフェテリアで座っていたとき、警察が到着し、男性の身体を持ちながら女性として振る舞っているように見える人々を逮捕しようとした。その時暴動が起こり、カフェの利用客は、カップや皿、ソーサーを投げつけ、レストラン正面のプレキシガラス製の窓を割った。数日後、彼らは新しく取り替えられた窓を再び壊すために戻ってきた（コンプトンズ・カフェテリア暴動）。スーザン・ストライカーは、コンプトンズ・カフェテリア暴動を、性的指向に対する差別というより、トランスジェンダーに対する差別行為として分類し、性別・人種・階級と性的指向の交差性（インターセクショナリティ）と関連付けている。これは、当時のホモファイル団体が軽視していた側面であった。

### グリニッジ・ヴィレッジ地区

グリニッジ・ヴィレッジのワシントン・スクエア公園のカラー写真。

マンハッタンのグリニッジ・ヴィレッジとハーレムの地区は、第一次世界大戦後、従軍者が大都市に定住する機会を得たころで、かなりの数のLGBTQの人口を抱えるようになった。新聞記事によって「髪の短い女性と髪の長い男性」と描写されたLGBTQの飛び地的なコミュニティは、その後の20年間を通じて、独自のサブカルチャーを発展させた。禁酒法時代には、アルコールの飲酒が地下に追いやられることにより、「道徳的に不健全」とされる他の行動も同様に地下化されたため、ゲイの施設が思いがけず利益を得た。ニューヨーク市は、公共の場や私的な事業所における同性愛を禁じる法律を制定したが、アルコールの需要は非常に高く、スピークイージーや即席の飲酒施設があまりにも多数に、かつ一時的に存在したため、当局は全てを取り締まることができなかった。しかし、警察の取り締まりは続き、たとえば1926年にはイヴズ・ハングアウトのような象徴的な施設が閉鎖に追い込まれた。
1950年代の社会的抑圧は、グリニッジ・ヴィレッジに文化的革命をもたらした。のちにビート詩人と呼ばれるグループが、当時の社会体制の悪徳について書き、無批判な社会順応、消費主義、狭量な思考ではなく、無政府主義・ドラッグ・快楽主義的な喜びを称揚した。その中でも、アレン・ギンズバーグとウィリアム・S・バロウズ―いずれもグリニッジ・ヴィレッジの住人であった―は、同性愛について率直かつ誠実に書いた。彼らの著作は、リベラルな人々や、コミュニティを求める同性愛者を惹きつけた。
1960年代初頭まで、ニューヨーク市からゲイバーを一掃するキャンペーンが本格的に実施された。これはロバート・F・ワグナー・ジュニア市長の命によるもので、1964年の万国博覧会に向けて都市イメージを改善しようとしたためであった。市はバーの酒類販売免許を取り消し、私服警官は可能な限り多くの同性愛男性をおとり捜査で逮捕するよう動いた。おとり捜査では、私服警官がバーや公園で男性に接近して会話を始め、その会話の内容が、一緒に遊びに行く方向や、警官がその男性に飲み物をおごる方向に進んだ場合、その時点で売春の勧誘行為として逮捕した。ニューヨーク・ポストの記事では、ジムのロッカールームで、警官が自らの股間をつかんでうめき声をあげ、それを見た男性が「大丈夫ですか？」と尋ねただけで逮捕されたと報じられている。こうした事件では、弁護を引き受ける弁護士がほとんどおらず、中には弁護報酬の一部を逮捕した警官にキックバックする弁護士もいた。
マタシン協会は、新たに当選したジョン・リンゼイ市長に対し、ニューヨーク市での警察によるおとり捜査の停止を実現させることに成功した。しかし、ニューヨーク州酒類管理局（SLA）との交渉には困難を伴った。同性愛者に酒を提供することを禁止する法律は存在しなかったが、裁判所は、秩序を乱す恐れのある事業者に対して酒類免許を承認・取消す権限をSLAに認めていた。LGBTQが多く住んでいたグリニッジ・ヴィレッジであっても、彼らが公然と集まり、嫌がらせや逮捕を受けずに過ごせる場所は、バー以外にはほとんど存在しなかった。1966年、ニューヨークのマタシン協会は、ジュリアスというゲイの客が多いバーで座り込みを実施し、同性愛者が直面する差別を可視化しようとした。
ゲイ・レズビアンがよく通っていたバーは、どれも当事者によって所有されておらず、ほぼすべては組織犯罪によって所有・運営されていた。マフィアは常連客をぞんざいに扱い、酒を水で薄め、高額な料金を請求していた。しかし同時に、警察の手入れを防ぐために警官に賄賂を払ってもいた。

### ストーンウォール・イン
ストーンウォール・インは、クリストファー・ストリートの51番地と53番地に位置し、市内の他の店と同様に、ジェノヴェーゼー家によって所有されていた。1966年、マフィアの構成員3人が3500ドルを投資して、それまでレストラン・ナイトクラブだったストーンウォール・インをゲイバーに改装した。ストーンウォール・インには酒類販売免許がなかったため、毎週1回、警官が「ゲイオラ」として知られる賄賂を受け取りに来ていた。バーの裏には水道が通っておらず、汚れたグラスは水桶で濯いで、そのまま再使用されていた。非常口はなく、トイレはいつも詰まっていた。このバーは売春には使われていなかったが、麻薬の売買や他のブラックマーケット活動は行われていた。ニューヨーク市内でゲイ男性が踊ることが許されていた唯一のバーであり、再オープン後は「踊れる」ことが最大の魅力であった。
1969年にストーンウォール・インを訪れた人々は、扉の覗き穴から入店希望者を確認するバウンサーに迎えられた。法定飲酒年齢は18歳で、警察のおとり捜査（「リリー・ロー」「アリス・ブルー・ガウン」「ベティ・バッジ」と呼ばれる）を避けるため、入店者は用心棒と顔見知りであるか、「ゲイらしく見える」必要があった。来店者は名前を帳簿に記入する必要があったが（バーが会員制の「ボトルクラブ」であると証明するため）、本名を書く者はほとんどいなかった。ストーンウォールには2つのダンスフロアがあり、内部は黒く塗られていて非常に暗く、ゲルライトやブラックライトが点滅していた。警察が近づいていると察知すると、白色灯が点けられ、客が踊るのをやめ、接触をやめる合図となった。バーの奥には、「クイーン」がよく利用する小さな部屋があった。当時、化粧を施し髪を逆立てたフェミニンな男性が行けるバーは、わずか2か所しかなかった。完全なドラァグ姿の人々の入店は、バウンサーによってわずか数名のみ許されていた。客層は「98%が男性」であったが、ときおりレズビアンも訪れていた。近隣のクリストファー・パークで寝泊まりしていた若年のホームレスも飲み物をおごってもらおうと入店しようとすることがあった。客の年齢層は10代後半から30代前半で、人種構成は主に白人だが、黒人やヒスパニックの客もいた。このように多様な人々が混在することや、立地とダンスの魅力も相まって、ストーンウォール・インは「ニューヨーク一番のゲイバー（the gay bar in the city）」として広く知られていた。
ゲイバーへの警察の取り締まりは、平均すると月に1回の頻度で行われた。多くのバーでは、アルコールが押収された場合に備えて、カウンター裏の秘密のパネルや通りに止めた車内に予備の酒を隠していた。警察の情報提供により、経営者は事前に手入れを知っていることが多く、手入れは夜の早い時間に行われていたため、その後営業を再開することもできた。よくある手入れでは、照明が点けられ、客が一列に並ばされて身分証の提示を求められ、身分証を持っていない者や完全なドラァグ姿の者は逮捕され、それ以外は解放された。一部の男性（ドラァグを含む）は、徴兵カードを身分証として使用していた。女性客は、3つの女性的な衣服を着用していることが求められ、それを身に着けていないと逮捕された。バーの従業員や経営者も逮捕されることがあった。1969年6月28日直前には、同じ地域のバーへの手入れが頻発しており、暴動の前の火曜日にはストーンウォール・インにも手入れが入っていた。また、グリニッジ・ヴィレッジにあった「チェッカーボード」や「テレスター」、また他2軒のクラブも閉鎖された。

## 反乱の流れ

### 警察の取り締まり

ストーンウォール・インのレイアウト。1969年。

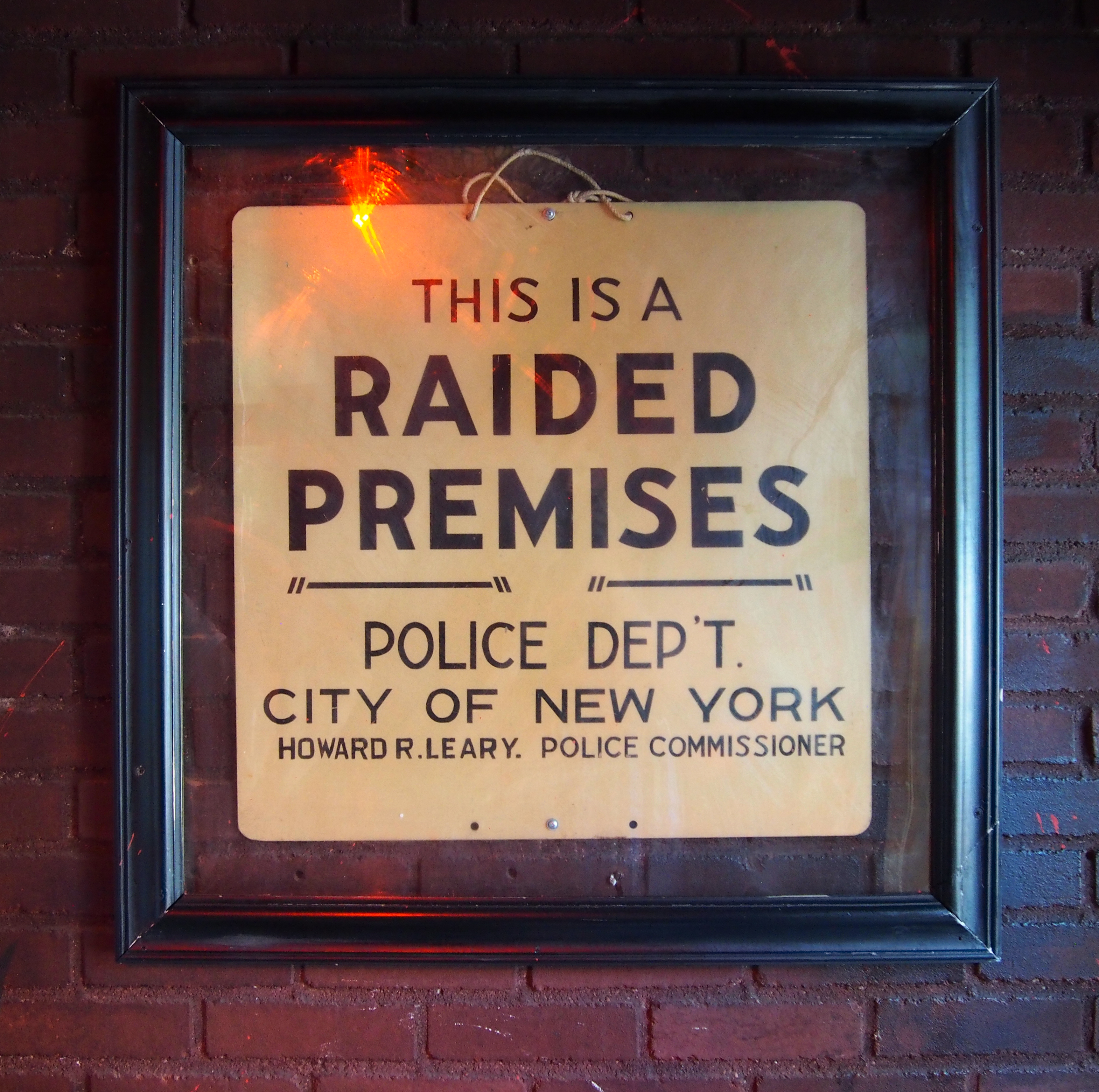
警察が強制捜査のあとに残していった掲示物。

1969年6月28日土曜日の午前1時20分、ダークスーツを着た私服警官4人、制服を着た巡回警官2人、チャールズ・スマイス刑事、シーモア・パイン副警視が、ストーンウォール・インの二重扉の前に到着し、「警察だ！この店は押収する！」と宣言した。その晩の早い時間に、私服警官の女性2人と男性2人が店内に入り、目視による証拠を集めており、公序良俗取締班は外で合図を待っていた。準備が整うと、私服警官たちは店内の公衆電話から第六管区署に応援を要請した。ストーンウォール・インの従業員は、（通例ならあるはずの）取り締まりの事前情報は受けていなかったと証言している。音楽が止められ、店内のメインライトが点灯した。その夜、店内にはおよそ200人がいた。警察の取り締まりの経験がない客は困惑し、何が起きているのか理解した客はトイレのドアや窓に向かって逃げようとしたが、警察はそれらを封鎖した。マイケル・フェイダーは、「物事があっという間に進んで、気づかないうちに巻き込まれてしまった感じだった。突然警察がいて、僕たちは一列に並ぶように言われて、IDを準備して店の外へ連れて行かれるところだった」と振り返って語っている。
警察の取り締まりは計画通りには進まなかった。通常の手順では、客を一列に並ばせ、身分証を確認し、女性らしい客を女性警官がトイレに連れて行って身体を確かめる。そしてドラァグクイーンと判断された人を逮捕する。しかしこのときは、女性たちは警官に従うことを拒否し、列にいた男性たちは身分証の提示を拒否した。警察は、店内の全員を警察署に連行することを決定し、女装の疑いがある者たちを店の奥の部屋に分けて隔離した。当事者たちの記憶によると、その場にすぐに不穏な空気が漂い始めた。それは、一部のレズビアンに対する身体検査の際に「不適切に触れる」といった警察の暴力的な行動が引き金になったとされている。当時の客は、この時の不穏な空気を振り返って以下のように述べている。
警察は、バーにあった酒類をパトロール用のワゴン車で運び出す予定だった。ビール28ケースとハードリカー19本が押収されたが、ワゴン車がまだ到着していなかったため、客たちは約15分間、列を作って待たされることとなった。逮捕されなかった人々は正面のドアから解放されたが、いつものようにすぐに立ち去ることはなかった。代わりに、外で立ち止まり、見物する人だかりができ始めた。数分以内に、ストーンウォール・インから解放された人々や、警察車両や群衆に気づいて来た人々によって、100人から150人の人々が外に集まった。警察が一部の客を力ずくで、または蹴って外に押し出したにもかかわらず、釈放された客の中には、人だかりの前でポーズをとったり、警察に大げさな敬礼をしたりして見せる者もいた。観衆の拍手が、彼らをさらに煽った。
最初のワゴン車が到着したとき、パイン警視は、観衆（その大半はLGBTQだった）の数が、逮捕された人数の少なくとも10倍には膨れ上がっており、全員が非常に静かになったと回想している。無線通信の混乱により、2台目のワゴン車の到着は遅れていた。警察はまず、マフィアの関係者たちを最初のワゴンに乗せ始め、見物人たちはこれに対して歓声を上げた。次に、一般従業員たちがワゴンに乗せられた。ある見物人が「ゲイ・パワー！」と叫び、誰かが「勝利を我等に」を歌い始めた。観衆はこれに、面白がったり、陽気に反応したりしたが、その中には「高まる強い敵意」も混じっていた。ある警官がドラァグ姿の人を押したところ、その人は警官の頭をハンドバッグで叩いて応戦した。警官はその人物の頭を警棒で殴り、観衆はブーイングを始めた。たまたま通りかかった作家エドマンド・ホワイトは、「みんな落ち着きがなく、怒っていて、テンションが高かった。誰もスローガンなんか持っていなかったし、明確な態度もなかったけど、何かが起ころうとしていた」と回想する。群衆の中で、店内にいる客が警官に殴られているという噂が広まり、1セント硬貨、続いてビール瓶がワゴン車に向かって投げつけられた。
一人の手錠をかけられた女性が、バーの扉からワゴン車へと連れて行かれる時、もみあいが起った。彼女は何度も逃げ出して警官4人と格闘し、10分ほどの間、罵声と怒声を上げて激しく抵抗した。彼女は「典型的なニューヨークのブッチ」や「ダイク-ストーン・ブッチ」と描写される。ある目撃者によれば、手錠がきつすぎると文句を言ったために、彼女は警官から警棒で頭を殴られたのだという。観衆の証言によれば、この女性（ストーミー・デラーヴァリーだとする説が有力だが、証言は一致しない）が、見物人を見て「みんな、なにかしようと思わないの？」と叫んだことで、群衆の怒りに火がついた。警官が彼女を持ち上げてワゴン車の後部に投げ入れると、群衆は暴徒と化し、暴力行為が始まった。

### 暴動の発生
警察は群衆の一部を制止しようとし、何人かを地面に叩きつけたが、それが見物人たちの怒りをさらに煽った。手錠をかけられてワゴン車に乗せられていた者の中には、警官が（ある証言によれば「意図的に」）注意を払わなかった隙を突いて逃げ出す者もいた。群衆がパトカーをひっくり返そうとしたため、2台のパトカーとワゴン車はすぐにその場を離れた（タイヤはいくつか切られていた）。パイン警視は、できるだけ早く戻るよう警官たちに促していた。この騒動により、さらに多くの人々が集まり始め、何が起きているのかを知ることとなった。群衆の中の誰かが、「この店が襲撃されたのは警官に金を払ってなかったからだ」と言うと、別の誰かが「じゃあ払おう！」と叫んだ。コインが警官に向かって空中を飛び交い、群衆は「ブタ野郎！」「ホモ警官！」と叫んだ。ビールの缶も投げつけられ、警官たちは反撃しながら群衆を分散させようとした。
500人から600人ほどの群衆に対して、人数で劣っていた警察は、数人を拘束した。その中には、フォーク歌手で活動家のデイヴ・ヴァン・ロンク（ボブ・ディランのメンター）も含まれていた。彼は2軒隣のバーから来ており、ゲイではなかったものの、反戦デモに参加した際に警察の暴力を経験していた。彼は「俺にとって、警官と闘うやつはみんな正しいやつだった。だから俺はそこに居残ったんだ。振り返るたびに、警官どもは何かしらとんでもないことをしやがってたからな」と回想する。ヴァン・ロンクは、その夜逮捕された13人のうち最初の一人となった。10人の警官（そのうち2人は女性警官）、ヴァン・ロンク、ヴィレッジ・ヴォイスのコラムニストであるハワード・スミス、そして数名の手錠をかけられた拘束者たちは、自身の安全のためにストーンウォール・インの中に立てこもった。
ゴミ箱・ゴミ・瓶・石・レンガが建物に向かって投げつけられ、窓が割れた。目撃者の証言によれば、最初に投石などの攻撃を仕掛けたのは、「フレイム・クイーン」、売春者、ゲイのストリート・キッズといった、ゲイ・コミュニティの中でも最も疎外された人々だったという。彼らはまた、ストーンウォール・インのドアを打ち破る破城槌として使われたパーキングメーターを引き抜いた。
暴徒となった人々は、ゴミに火をつけ、それを壊れた窓から中へと押し込んだ。警察は消火ホースを手に取ったが、水圧がなかったため、群衆を散らすには効果がなく、むしろさらに刺激する結果となった。ただし、マーシャ・P・ジョンソンは後に、火をつけたのは警察だったと語っている。デモ隊が窓（店主が警察の襲撃を防ぐためにベニヤ板で覆われていた）を破って中に突入したとき、店内の警察は拳銃を抜いた。ドアが開き、警官たちは群衆に銃を向けて脅かした。ハワード・スミスは警官たちと一緒に店の中におり、誰かが店の中にライター用の燃料を撒き、それに火をつける様子を見たという。警察が銃口を向けていたとき、サイレンが鳴り、消防車が到着した。この襲撃は45分間続いた。
暴動が起きたとき、通りの先にあったニューヨーク女性拘置所で拘束されていた女性やトランス男性もこの動きに加わった。彼らは自分の持ち物に火をつけて、それを通りに投げ捨てながら、「ゲイの権利！ ゲイの権利！」とシュプレヒコールを上げた。。

#### 暴動発生の要因
最初の暴動についての複数の証言によれば、この抗議には事前の組織や明確なきっかけがあったわけではなく、自発的に起きたものだった。マイケル・フェイダーはこう説明している。

1か月後、マタシン協会のニュースレターは、この暴動が起こった理由をこう説明する。「この店は、他のゲイの社交場に歓迎されなかったり、そこに行ける余裕がなかったりする人々を主な顧客としていた。（中略）ストーンウォールは彼らの「家」になっていたのだ。それが襲撃された時、彼らはそのために闘った。彼らは、街で最も寛容で、最も開かれたゲイの場所以外に何も失うものがなかったという事実こそが、なぜこのようなことが起きたのかを説明している。」

### エスカレート
ニューヨーク市警察の戦術パトロール部隊（TPF）が、ストーンウォール・インの中に閉じ込められた警官を救出するために到着した。1人の警官は目を切りつけられ、他の数人も飛んできたがれきによって打撲を負った。その夜ストーンウォールの近くで犬の散歩をしていたボブ・コーラーは、TPFの到着を目撃してこう語った。
多くの警官が到着すると、彼らは拘束できる者をみな拘束し、パトカーの護送車に乗せて逮捕した。ただ、パイン警部補は「トランスヴェスタイトとは乱闘になった。彼らは護送車に乗ろうとしなかった」と回想する。この証言は、通りの向かい側にいた別の目撃者によっても裏付けられており、「誰が戦っていたのか、私に見えたのはトランスヴェスタイトだった。その人たちはものすごい勢いで戦っていた」という。
TPFは密集陣形を組み、ゆっくり行進して群衆を後退させ、通りを掃討しようとした。群衆は公然と警官をあざ笑った。人々は歓声を上げ、即興でラインダンスを始め、タ・ラ・ラ・ブン・デ・エイのメロディーで、「わたしたちはストーンウォール・ガールズ／髪の毛はカールしていて／下着は履かずに／陰毛を見せている」と替え歌して歌った。
ルシアン・トラスコットは、「その場は一時的に膠着し、ヘルメットに警棒を持った警官の列に向かって、ゲイのふざけた行動が始まった。警官の前に立ちはだかってラインダンスが始まり、全員がキックの振り付けに入ったところで、TPFが再び前進し、「ゲイ・パワー」と叫ぶ群衆を、クリストファー通りからセブンス・アベニューに向けて一掃した」とヴィレッジ・ヴォイス紙に書いている。当時ストーンウォールにいた参加者は、「警官が私たちに突進してきて、これはまずいと気が付いた。なぜなら警官は私の背中を警棒で殴ったからだ」と回想する。また別の証言は、以下のように述べている。
アフリカ系アメリカ人のストリート・クイーン、マーシャ・P・ジョンソンは、午前2時頃にバーに到着したが、その時点で暴動はすでに始まっており、建物は炎に包まれていたという。暴動が朝方まで続く中で、ジョンソン、ザズ・ノヴァ、ジャッキー・ホルモナの3人は、警官に対する反撃の先頭にいた人物として知られている。

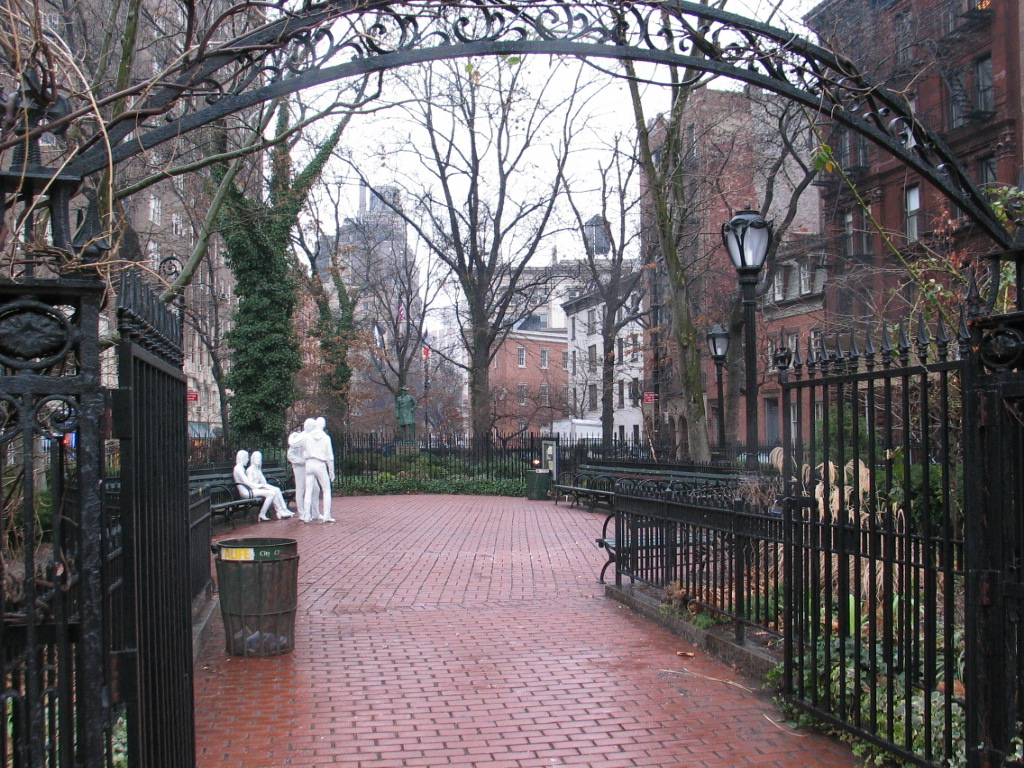
クリストファー公園。暴動の最初の夜の後、何が起こったかについての会話が交わされた場所。今は同性愛者解放記念碑があり、ジョージ・シーガルによる四人の人物の彫刻が展示されている。

オスカー・ワイルド書店の店主クレイグ・ロッドウェルは、曲がりくねった路地で警官が参加者を追いかける様子を見ていたが、次の角を曲がると、今度は追われていた群衆が警官の背後に現れるのを目撃した。群衆の一部は車を止め、クリストファー・ストリートを封鎖するためにひっくり返した。ジャック・ニコルズとライジ・クラークは、雑誌スクリューに掲載されたコラムに、「怒れる抗議者の大群が警官を数ブロックにわたって追いかけ、『捕まえろ！』と叫び続けた」と書いている。

### 翌朝
午前4時までに、通りはほぼ一掃されていた。多くの人々が玄関先に腰を下ろしたり、近くのクリストファー・パークに集まったりして、何が起きたのか信じられない様子でぼうっとしていた。多くの目撃者が、クリストファー・ストリートに降りた奇妙で不気味な静けさを覚えており、「空気には電気のような緊張があった」と述べる。この時のことについて、ある人は「暴動の後には、ある種の美しさがあった。（中略）少なくとも私には明らかだったのは、本当に多くの人がゲイだったということ、そして、ここが私たちの通りだったということだ」と述べる。
13人が逮捕され、群衆の中には病院に運ばれた者もおり、警官4人が負傷した。ストーンウォール・インの中は、ほとんどすべてが壊されていた。パイン警視は、その夜にストーンウォール・インを閉鎖し、解体するつもりだった。公衆電話・トイレ・鏡・ジュークボックス・タバコの自動販売機などはすべて破壊されており、これは暴動によるものだった可能性もあるし、警官によるものだった可能性もある。

### 二夜目
ストーンウォールの包囲中、クレイグ・ロッドウェルは『ニューヨーク・タイムズ』『ニューヨーク・ポスト』『デイリーニューズ』に電話をかけ、何が起きているかを伝えた。3紙ともこの暴動を報道し、『デイリーニューズ』はこれを1面に掲載した。この暴動のニュースはグリニッジ・ヴィレッジ中に急速に広まり、「この暴動は民主社会学生同盟が組織した」「ブラックパンサー党の仕業である」「ゲイの警察官がルームメイトがストーンウォールに踊りに行ったことに腹を立てて騒動を起こした」といった噂も広まった。6月28日土曜日の一日中、人々は焼け焦げたストーンウォール・インを見に集まった。バーの壁には、「ドラァグの力」「彼らは我々の権利を侵した」「ゲイ・パワーを支持せよ」「ゲイ・バーを合法にせよ」といった落書きが現れた。ほか、警察による略奪の非難や、バーの営業状態についてのメッセージ（「営業中」）もあった。
翌晩、再びクリストファー・ストリートの周辺で暴動が起こった。どちらの夜の方が激しく、暴力的だったかについて、参加者の記憶は異なっている。前夜と同じく、売春者・若者・ドラァグクイーンらが再び集まり、警察を挑発する人、好奇心に駆られた野次馬、観光客らも加わった。多くの人々にとって驚くべきだったのは、LGBTQの人々が公の場で突然に愛情表現を始めたことだった。目撃者は、「これまでは、扉をノックして、覗き穴越しに何かを言ってからでないと入れない場所に通っていた。しかし、私たちはもう外に出ていた。私たちは通りにいた」と述べる。
ストーンウォールの前には数千人が集まり、バーは再び営業していた。人混みはクリストファー・ストリートを埋め尽くし、周囲の通りにまであふれ出た。この群衆はバスや車を取り囲み、その乗客に向かって、自分がゲイであることを認めるか、デモ参加者への支持を表明するか、のどちらかをしなければ嫌がらせをした。マーシャ・P・ジョンソンは街灯柱によじ登り、重いバッグを警察車両のボンネットに落としてフロントガラスを粉砕する姿が目撃された。
前夜と同様に、近隣のあちこちでゴミ箱に火がつけられた。第4、第5、第6、第9管区から100人以上の警察官が出動していたが、午前2時を過ぎると再びTPFが到着した。ラインダンスと警察によるチェイスは強まったり弱まったりを繰り返した。警察がデモ参加者を捕まえると、群衆はそれに応じて突進し、捕まった人を取り戻そうとした。証言者の大多数がその参加者を「シシー（女々しい男）」または「スウィッシュ（なよなよした男）」と形容した。再び、午前4時まで街頭での衝突が続いた。
ビート詩人で、長年グリニッジ・ヴィレッジに住んでいたアレン・ギンズバーグは、歓喜に満ちた混乱に偶然出くわした。彼は「ゲイ・パワー！素晴らしい！」「その時こそ、自分を主張するために何かをやる時だった」「あそこにいた人々は本当に美しかった。10年前までゲイの人が持っていた、傷ついたような表情はなくなっていた」と述べている。
活動家のマーク・シーガルは、マーサ・シェリーとマーティ・ロビンソンが暴動の二日目にストーンウォールの玄関前に立ち、演説を行ったと回想している。

### ビラ・報道・さらなる暴動

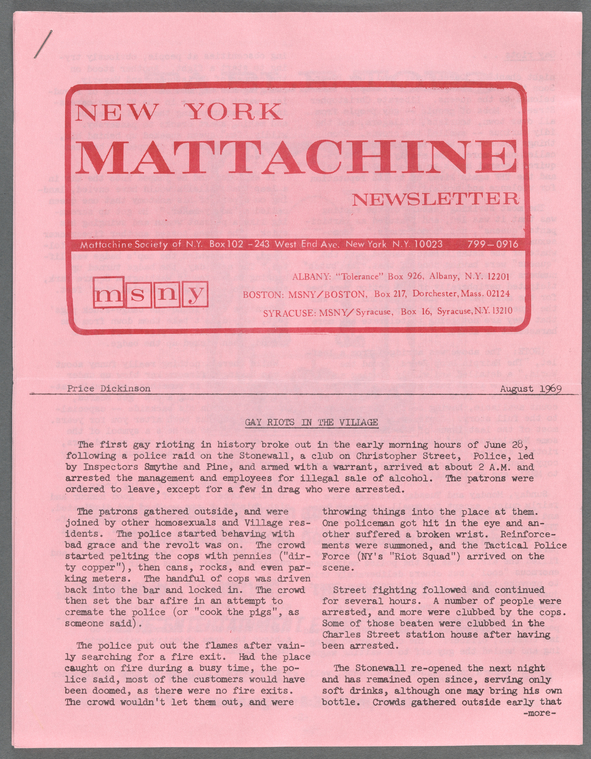
1969年8月、この暴動について報じるマタシン協会のニュースレター。

1969年6月30日と7月1日のグリニッジ・ヴィレッジでの活動は断続的なもので、それは雨のせいでもあった。警察とヴィレッジの住民との間ではいくつかの衝突があり、両者は互いに敵意を抱いていた。クレイグ・ロッドウェルと彼のパートナー、フレッド・サージェントは、最初の暴動の翌朝、「マフィアと警察をゲイバーから追い出せ」と書かれた5000枚のビラを配布した。このビラには、ゲイが自分たちの店を所有すること、ストーンウォールや他のマフィア所有のバーのボイコット、この「耐え難い状況」の調査を市長に要請する市民の圧力を求めるものだった。
当時の同性愛者のコミュニティの全員がこの反乱を肯定に見なしたわけではなかった。多くの年配の同性愛者や、1960年代を通して「同性愛者は異性愛者と何も変わらない」ことを広めようとしてきたマタシン協会の会員の多くにとっては、暴力や、女性的な振る舞いは「恥」と考えられた。たとえば、1965年にホワイトハウス前で最初のゲイ・ピケラインに参加したランディ・ウィッカーは、「叫ぶクイーンたちがラインを組んで踊るというのは、私が人々に同性愛者に持ってほしいイメージすべてに反していた。（中略）つまり、無秩序で、下品で、安っぽく振る舞うドラァグクイーンの集まりだ」と述べた。薄汚い店と呼ばれたストーンウォール・インが閉鎖されるのは、ヴィレッジにとって有益だと考える人もいた。
ヴィレッジ・ヴォイス紙は、ハワード・スミスとルシアン・トラスコットによる暴動の報道を掲載したが、その記事には「ホモの大軍」「軟弱な手首」「日曜ホモ道化」など、悪意のある表現が含まれていた。そのため、再び500〜1,000人の群衆がクリストファー・ストリートに集結し、ヴィレッジ・ヴォイスのオフィスを焼き払うと脅した（当時、オフィスはストーンウォール・インから数軒西にあった）。この群衆の中には、警察との対立でうまくいかなかった他のグループもおり、今回なぜ警察が敗れたのかに興味を持っていた。再び激しい街頭での戦闘が起こり、デモ参加者にも警察にも負傷者が出て、地元商店が略奪され、5人が逮捕された。水曜夜の出来事はおよそ1時間続き、目撃者はその時のことを「その知らせは広まった。クリストファー・ストリートは解放される。ホモたちはもう抑圧にはうんざりだ」と述べている。

## 反乱の余波
緊迫した雰囲気はグリニッジ・ヴィレッジ全体に広がり、暴動を目撃していなかった人々にも及んだ。多くの人がこの反乱に心を動かされ、行動を起こす機会と感じ、組織の会合に出席した。1969年7月4日、マタシン協会は、フィラデルフィアの独立記念館前で、「アニュアル・リマインダー」と呼ばれる毎年恒例のピケットを実施した。主催はクレイグ・ロッドウェル、フランク・カメニー、ランディ・ウィッカー、バーバラ・ギティングス、ケイ・ラフセーンらである。通例、このピケットは非常に統制されたもので、女性はスカート、男性はスーツにネクタイを着用し、みな整然と静かに列を作って行進していた。今年は、二人の女性が自発的に手をつないだとき、カメニーが二人を引き離したということがあったが、ロッドウェルは、およそ10組のカップルに手をつながせることに成功した。手をつないだカップルはカメニーを激怒させたが、過去の行進よりも多くの報道の注目を集めた。
参加者のリリ・ヴィンセンツはこう振り返っている。
ロッドウェルは、これまでの控えめでおとなしい方法を変える決意を持ってニューヨークに戻った。最優先事項の一つが、クリストファー・ストリート・リベレーション・デイの計画だった。

### ゲイ解放戦線の結成

ロンドンのトラファルガー広場におけるゲイの権利のデモの様子。ゲイ解放戦線のメンバーも含まれている。1972年。

マタシン協会は1950年代から存在していたが、暴動を目撃したり、それに触発された人々にとっては、そのやり方が穏健すぎるように思われた。マタシン協会は、その態度の変化について、ニュースレターの記事で「世界中にヘアピンが落ちる音が響いた」と表現した。
マタシン協会幹部が「友好的でやさしい」キャンドルライト行動を提案すると、聴衆の男性が激怒し、「やさしい？ふざけるな！それこそ社会がクィーンたちに演じさせてきた役割だ」と叫んだ。そして、「同性愛者は不快な存在だと思うか？だったらそのかわいいケツを賭けろ！われわれは不快な存在だ！」というスローガンのチラシで、ゲイ解放戦線（GLF）が結成された。これは「ゲイ」という言葉を名称に使った初めてのゲイ団体である。それ以前の団体（マタシン協会、ビリティスの娘たち（DOB）など）は、意図的に曖昧な名称にし、その目的を覆い隠していた。
戦闘的な姿勢の台頭は、長年ホモファイル団体で活動してきたフランク・カメニーとバーバラ・ギティングスにとっても明らかだった。GLFは、黒人解放運動やアメリカの反ベトナム戦争デモから戦術を学んで共闘し、「米国社会を再構築するために活動する」という理想を掲げていた。彼らはブラックパンサー党の主張を取り上げ、アフェニ・シャクール支援のために女子拘置所へ行進し、その他のラディカルな新左翼の運動を支持した。

### ゲイ活動家同盟の結成
ストーンウォール暴動から半年後に、活動家たちは『ゲイ』と冠する市内新聞を創刊した。これは、市内でもっともリベラルな出版物であるヴィレッジ・ヴォイス紙でさえ、GLFの募集広告に「ゲイ」という言葉を掲載することを拒否したためである。さらに2つの新聞『カム・アウト！』と『ゲイ・パワー』も創刊された。これら3紙の読者数は2万人から2万5千人の間にまで達した。
GLFのメンバーは、いくつかの同性ダンスパーティを開催したが、会合は混乱していた。1969年12月末、混乱に嫌気がさしてGLFから去った人が、ゲイ活動家同盟（GAA）を設立した。GAAは、より秩序だった運営と、ゲイの問題への集中を目的とし、「われわれ解放された同性愛者活動家は、人間としての尊厳と価値の表現の自由を要求する」と憲章で謳った。
GAAはザップと呼ばれる対決戦略を開発した。これは、政治家が広報活動中に油断しているところを突き、ゲイ・レズビアンの権利を認めざるを得なくさせる戦略だった。市会議員はザップされ、ジョン・リンゼイ市長もテレビの場で何度もザップされた。このとき、観客の大半がGAAのメンバーであった。
ストーンウォール暴動の後も、ゲイバーへの警察の手入れは止まなかった。1970年3月、警察はゾディアック、バロウ通り17番地、スネーク・ピットといった店舗を急襲し、167人が逮捕された。このうちの一人のディエゴ・ビニャレスというアルゼンチン国籍の若者は、同性愛者として国外追放されるのではないかと恐れて、警察署の2階の窓から逃げ出そうとし、フェンスの槍の上に落下して身体を貫かれてしまった。
GAAのメンバーは、クリストファー・パークから第六分署まで行進し、数百人のゲイ・レズビアン、そして支援者が、TPFと平和的に対峙した。また、GAAはリンゼイ市長に対する手紙運動を支援し、民主党やエド・コッチ下院議員も、市内のゲイバーへの手入れをやめるよう要請する書簡を送った。
ストーンウォール・インは、暴動の後、ほんの数週間しか営業を続けられず、1969年10月にはすでに賃貸物件として出されていた。ヴィレッジの住民は、その場所があまりにも悪名高くなってしまったこと、そしてロッドウェルの呼びかけたボイコットが営業を妨げたことが原因だと考えた。
1970年5月には、ロサンゼルスのGLFがアメリカ精神医学会（APA）の大会でザップを行った。この大会で同性愛的欲求を抑えるために電気ショック療法を用いる様子を映した映像が上映された際、モリス・カイトとGLFのメンバーは観客席から「拷問だ！」「野蛮だ！」と叫び、映像を中断させた。
メンバーはマイクを奪って、そのような治療は拷問に加担していると主張した。その場にいた精神科医のうち20人が退席したが、GLFのメンバーは残った人々と1時間にわたって議論を行い、同性愛者は精神的に病んでいるわけではないと説得した。。1973年12月、APAは満場一致で、同性愛を診断と統計マニュアル（DSM）から削除することを決定した。

### ゲイ・プライドの開始
1970年6月28日のクリストファー・ストリート・リベレーション・デーは、ストーンウォール暴動の1周年を記念して、クリストファー・ストリートでの集会によって幕を開けた。ロサンゼルスとシカゴでも同時にゲイ・プライド・マーチが行われ、これらが米国史上初のゲイ・プライド・マーチとなった。翌年、ボストン、ダラス、ミルウォーキー、ロンドン、パリ、西ベルリン、そしてストックホルムでも開催された。
ニューヨークでのマーチは、クリストファー・ストリートからセントラル・パークまで、51ブロックにわたって行われた。マーチは予定より半分以下の時間で終わったが、これは興奮のためでもあり、またゲイのバナーやサインを掲げて街を歩くことに対する警戒のためでもあった。パレードの許可証は、マーチ開始のわずか2時間前に届けられたが、参加者は沿道の観客からほとんど抵抗を受けなかった。
ヴィレッジ・ヴォイス紙は「1年前のストーンウォール・インへの警察による手入れから生まれた、堂々とした抵抗だ」と好意的に描写した。また、ニューヨーク・タイムズは、マーチについて、「およそ15ブロックにわたって、参加者が通り全体を占拠していた」と一面で報じた上で、以下のように述べた。
1972年までに、アトランタ、バッファロー、デトロイト、ワシントンD.C.、マイアミ、ミネアポリス、フィラデルフィア、サンフランシスコが参加都市に含まれるようになった。
ストーンウォール以前のゲイ解放運動は、「ゲイの人々は異性愛者と変わらない」と説得する活動が主であった。たとえば、この5年前のホワイトハウス・国務省・独立記念館で行進をした時の目的は、同性愛者が「米国政府で働けるような人物に見せること」であり、マスコミに意図を知らせることもなかった。
しかし、ストーンウォールでLGBTQの人々が警察に反撃した姿は、LGBTQの人々に予想外の精神的覚醒を引き起こした。ストーンウォールの反乱以前、米国内のゲイ団体の数は50から60であったが、その1年後には、少なくとも1500、2年後には2500に増えていた。1969年までの運動は「ホモセクシュアル運動」「ホモファイル運動」と呼ばれていたが、ストーンウォール暴動は「ゲイ解放運動」の誕生のきっかけで、大規模なゲイ・プライドの誕生のきっかけでもあったとされる。
デイヴィッド・カーターは、ストーンウォール以前にもいくつかの暴動があったにもかかわらず、ストーンウォールが重要視される理由として、何千人もの人々が関与したこと、暴動が長期間（6日間）続いたこと、主要なメディアによって初めて大きく報道されたこと、多くのゲイ権利団体の結成を引き起こしたこと、を挙げている。

### トランスジェンダーの組織の成立
ストーンウォールの反乱は、トランスジェンダーの権利活動にも重要な影響を与えた。シルヴィア・リヴェラとマーシャ・P・ジョンソンは、ゲイ活動家同盟やゲイ解放戦線ではトランスの人々が十分に代表されていないと感じ、「ストリート・トランスヴェスタイト・アクション・レボリューショナリーズ」（STAR）という団体を設立した。ここでは、黒人やラティーノのクィア・コミュニティに由来する「ハウス」の政治化されたバージョンを設立し、社会で疎外されたトランスの若者が避難所として頼ることができる場所を作った。
他にも、「トランスヴェスタイト&トランスセクシュアルズ」（TAT）や「クイーンズ・リベレーション・フロント」（QLF）といった団体も設立された。QLFは、ドラァグ・クイーンのリー・ブルースターと、異性愛者のトランスヴェスタイトであるバニー・アイゼンハワーによって設立され、クリストファー・ストリート・リベレーション・デイで行進を行い、ドラァグの抹消に反対し、トランスの認知のために闘った。

### フェミニズム団体への働きかけ
暴動後、運動内での人種・階級・イデオロギー・ジェンダーの差異が障害にあることがあった。このことは1973年のストーンウォール集会の際に明らかになった。Barbara Gittingsが群衆の多様性を称賛した直後、フェミニスト活動家ジーン・オレアリーは、異性装者やドラァグクイーンは娯楽や金銭目的で女性を嘲笑しているとして非難した。これに対して、シルビア・リベラとリー・ブルースターがステージに飛び乗り、「あなたたちはドラァグクイーンがやったことのおかげでバーに行けてるくせに、このビッチたちは私たちに「自分らしくあるな」と言うのか！」と叫んだ。出席していたドラァグクイーンやレズビアン・フェミニストも、ともに憤慨してその場を立ち去った。
オレアリーは、1970年代初頭、トランスジェンダーの人々をゲイの権利問題から排除しようと働きかけたこともある。その理由は、トランスジェンダーの人々の権利を得ることはあまりにも困難だと感じていたからである。しかし、運動参加者たちの間で当初あった意見の対立は後に変化していった。オレアリーは、1973年のドラァグクイーンへの発言を後に悔やみ、以下のように述べている。

### 文化面の変化
ストーンウォールの反乱は、それ以前のLGBTQ文化の主な要素である、数十年にわたる羞恥と秘密主義から形成されたバー文化などが、力づくで否定されるほどの重要な転換点であった。歴史家のマーティン・デュバーマンは、「ストーンウォール以前の数十年間は（中略）いまだに多くのゲイ男性やレズビアンにとって、原始時代の不毛の荒野のようなものと見なされる」と述べる。
作家マイケル・ブロンスキーは、ストーンウォール以前の文化のうち、特にゲイ男性向けのパルプ・フィクションが否定されるようになったと述べる。これらの作品では、テーマとして自己嫌悪や同性愛者であることへの葛藤がしばしば描かれた。多くの本は悲惨かつ不満足な結末で終わり、自殺などが描かれ、登場するゲイのキャラクターはアルコール依存症であったり、深く不幸であったりするように描かれていた。
ブロンスキーはこれらの本を、「ゲイ男性によって書かれ、ゲイ男性のために書かれた巨大で一貫した文学作品群」と呼んでいるが、これらは再版されることもなく、後の世代からは失われた。

## 後世の評価

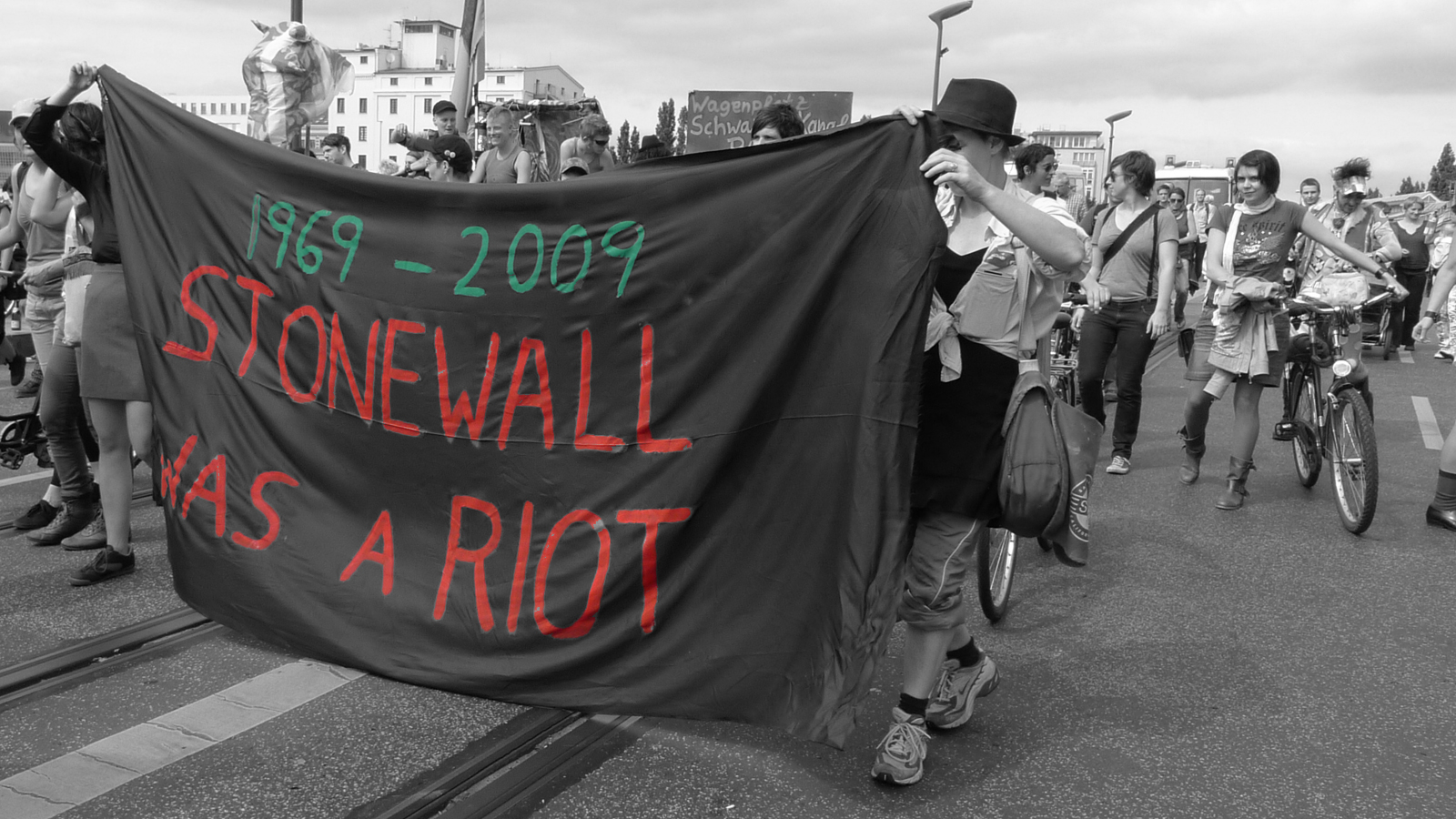
ベルリン・プライドにて、「ストーンウォールは暴動であった」というバナーが掲げられている。2009年。

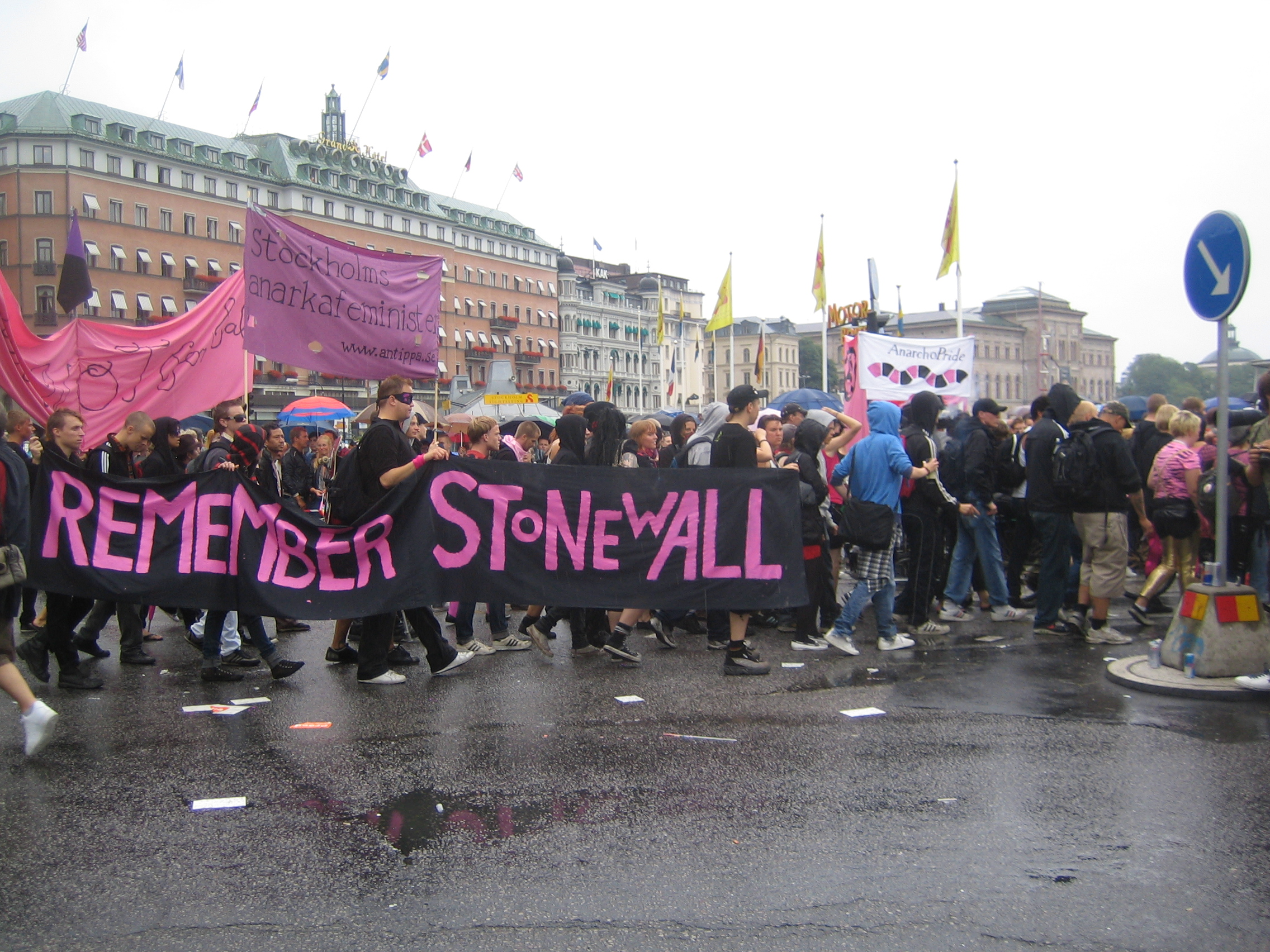
ストックホルム・プライドにて、クィア・アナキストが「ストーンウォールを忘れるな」と書かれたバナーを持っている。

ストーンウォールの反乱は、ゲイ解放運動の起源・契機と見なされ、米国でのLGBTQの歴史研究では「ストーンウォール以前・以後」で区別することもあるほどである。ただ、LGBTQの権利を求める闘いはストーンウォール以前から存在しており、この見方はセクシュアリティの歴史家から批判されることもある。
ストーンウォールの反乱の当時、すでにニューヨークではゲイ解放運動が始まりつつあった。また、ストーンウォールの反乱が、LGBTQ当事者の人々による暴動の唯一の例ではない。しかし、この出来事は、多くのLGBTQの人々にとって特別な位置を占め、それは米国の外の人々をも含んでいる。それはストーンウォールの反乱が、国際的な記念儀式である毎年のプライド・パレードによって記憶されることになったからである。

### 専門家の評価

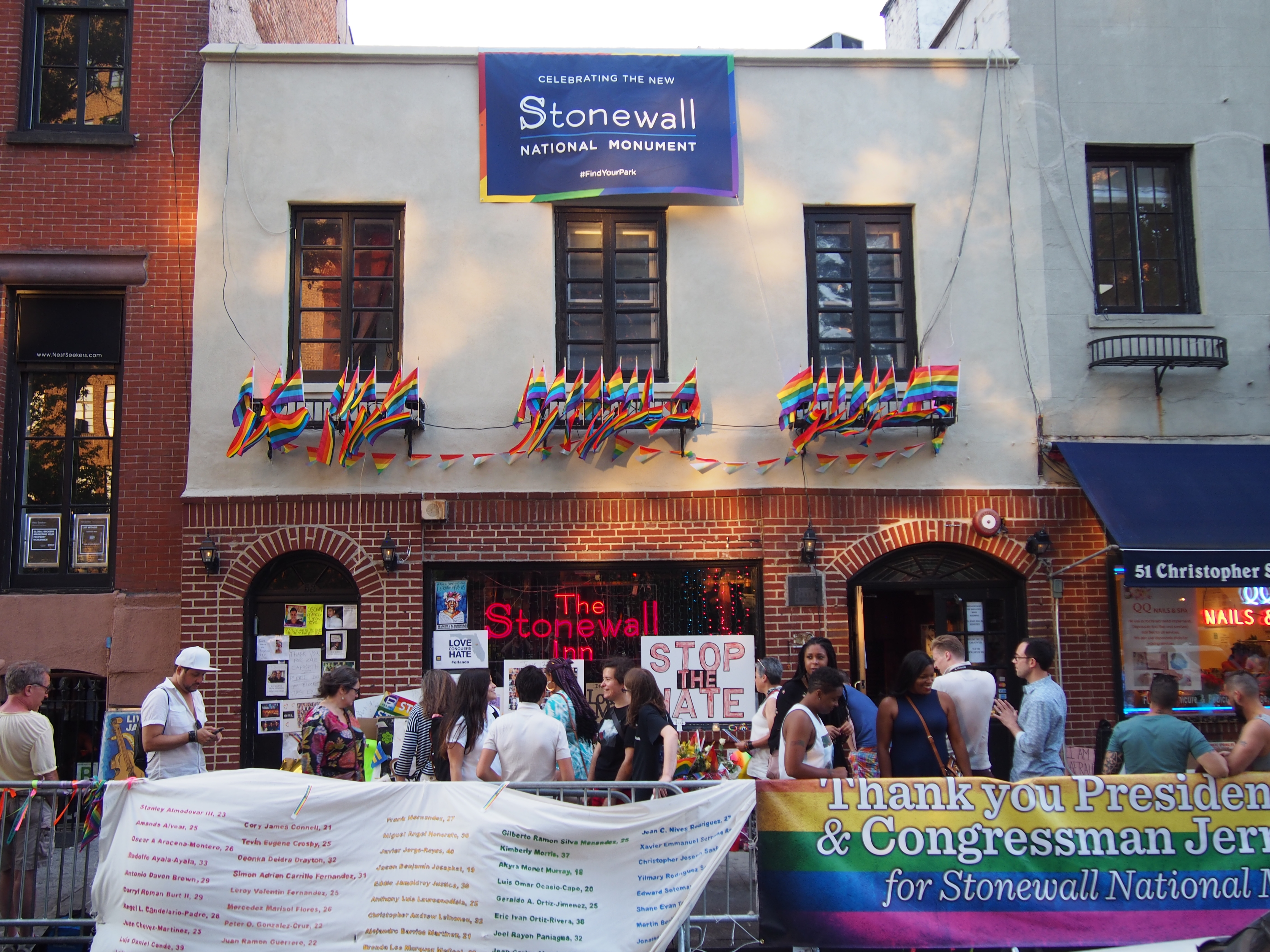
現代のストーンウォール・インは、元のストーンウォール・インの2棟の建物のうちの1棟である。その建物と周辺の通りは、アメリカ合衆国国定歴史建造物に指定されている。

歴史家デイヴィッド・カーターは、ストーンウォール暴動の真の遺産とは、「レズビアン、ゲイ、バイセクシュアル、トランスジェンダーの平等のための継続的な闘争」であると強調する。
歴史家ダドリー・クレンディネンとアダム・ナゴーニーは次のように述べる。
歴史家リリアン・フェダーマンはこの暴動を「世界に鳴り響いた銃声」と呼び、次のように述べる。
ジョーン・ネスルは1974年にレズビアン・ハーストリー・アーカイヴ（Lesbian Herstory Archives）を共同設立し、「その創設はあの夜と、街頭で声を上げる勇気に負っている」と語っている。しかし、同性愛者の運動の始まりをストーンウォール暴動に帰することには慎重であり、次のように述べる。

### オバマ大統領による言及
バラク・オバマ大統領は2009年6月を「レズビアン、ゲイ、バイセクシュアル、トランスジェンダーのプライド月間」と宣言し、その根拠としてストーンウォールの暴動を挙げ、「LGBTアメリカ人に対して法の下での平等な正義を実現することを誓う」よう呼びかけた。
それから2年後、ニューヨーク州上院が同性婚を可決したときには、ストーンウォール・インが祝賀のための集結地点となった。この法案は2011年6月24日、アンドリュー・クオモ州知事によって署名され、成立した。
オバマはまた、2013年1月21日の第二期大統領就任演説の中で、完全な平等を求める呼びかけにおいてストーンウォールの暴動に言及した。
大統領が就任演説で「ゲイの権利」あるいは「ゲイ」という語に言及したのは、これが初めてだった。

### 警察側の言及
2019年6月6日、ニューヨーク市でワールドプライドが祝われていることに合わせて、ニューヨーク市警察（NYPD）本部長ジェームズ・P・オニールは、ストーンウォール蜂起における警察官の行動について謝罪した。

## プライド・イベント
ストーンウォールの反乱は、毎年のプライド・パレードに発展した。LGBTQプライド・イベントの参加者数はこの数十年で大幅に増加している。現在では、世界中のほとんどの大都市において、何らかのプライド・デモンストレーションが存在しており、ある都市のプライド・イベントは、年間を通じて最も大きな祝祭行事となる場合もある。
しかし、マーチ（行進）がパレード化し、企業スポンサーがつくなどの商業化の傾向が強まる中で、草の根による元々の自律的な抗議行動の精神が損なわれるのではないかという懸念も生じている。
2019年6月を通じて、「ストーンウォール50 – ワールドプライドNYC2019」がニューヨークで開催された。これは、「I Love New York」プログラムのLGBTQ部門との協力のもと、Heritage of Prideによって主催されたもので、ストーンウォール蜂起の50周年を記念するイベントであった。公式の最終的な推計によれば、マンハッタンだけで500万人が来場し、LGBTQの祝賀行事として史上最大規模となった。

### 50周年記念式典
ストーンウォールの反乱の50周年記念式典は、6月28日にクリストファー・ストリート上のストーンウォール・イン前で開催された。この式典は、1969年当時にストーンウォール・イン前で行われた抗議集会を想起させる「ラリー」形式で行われた。
このイベントでは、ビル・デブラシオ、キアステン・ジリブランド、ジェリー・ナドラー、X・ゴンザレス、Rémy Bonnyらが演説を行った。

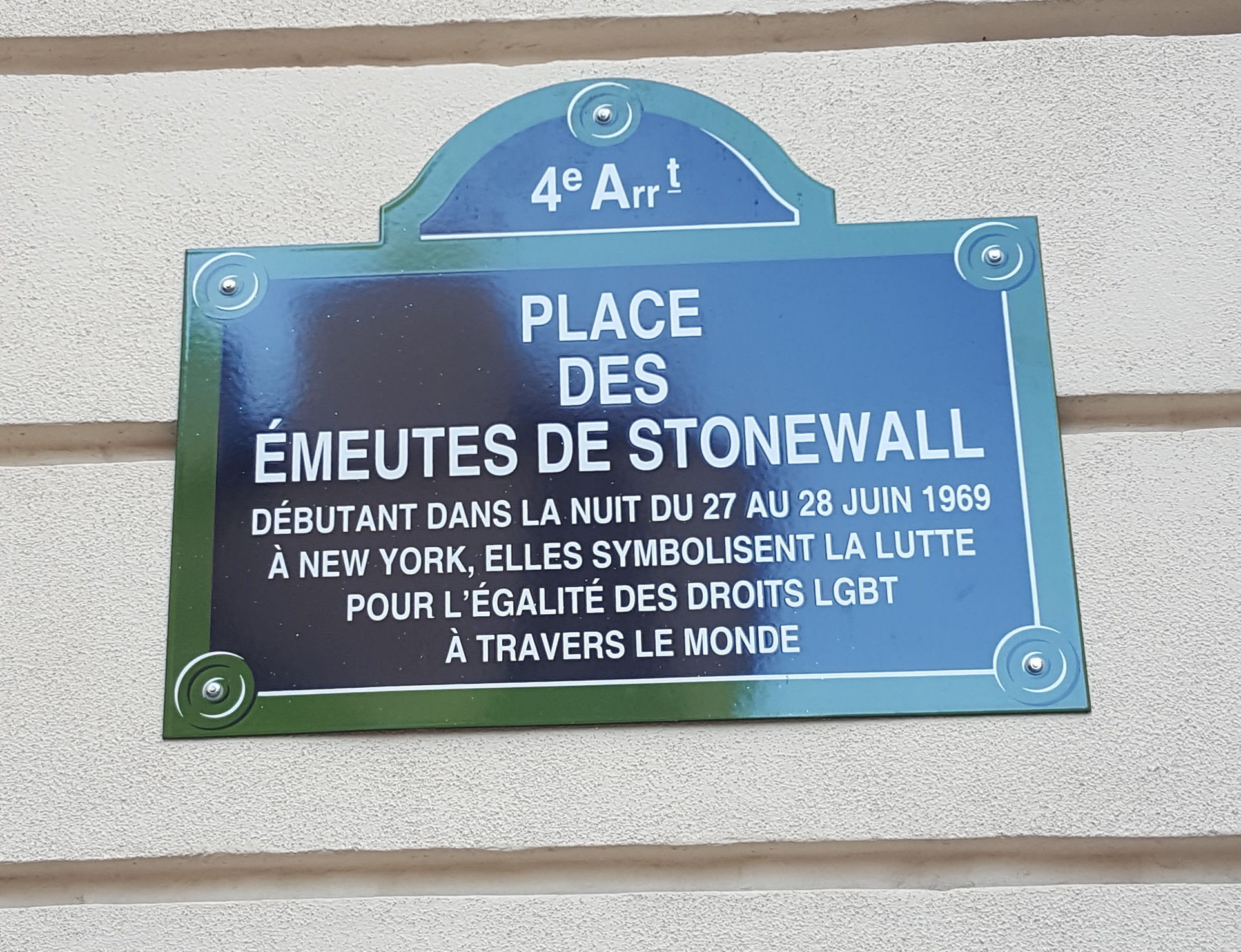
フランス・パリ。ストーンウォールの反乱を記念する。

2019年、パリ市はル・マレ地区にある広場を「ストーンウォール暴動広場」と命名した。

### ストーンウォール記念日

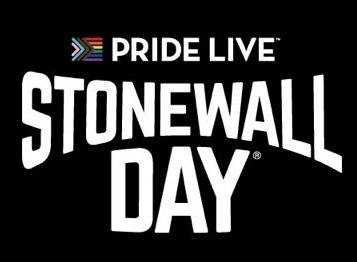
Pride Liveが作成したストーンウォール記念日のロゴ。

2018年、蜂起から49年後にあたるこの年、「ストーンウォール・デイ」が記念日として制定された。この発表を行ったのは、社会的アドボカシーおよび地域社会への関与を目的とする団体のPride Liveであった。第2回ストーンウォール・デイは、2019年6月28日（金）にストーンウォール・インの外で開催された。
このイベントの中で、Pride Liveは「ストーンウォール・アンバサダーズ（Stonewall Ambassadors）」プログラムを発表し、ストーンウォール暴動50周年に向けた認知を高めることを目的とした。

## ストーンウォール国定公園

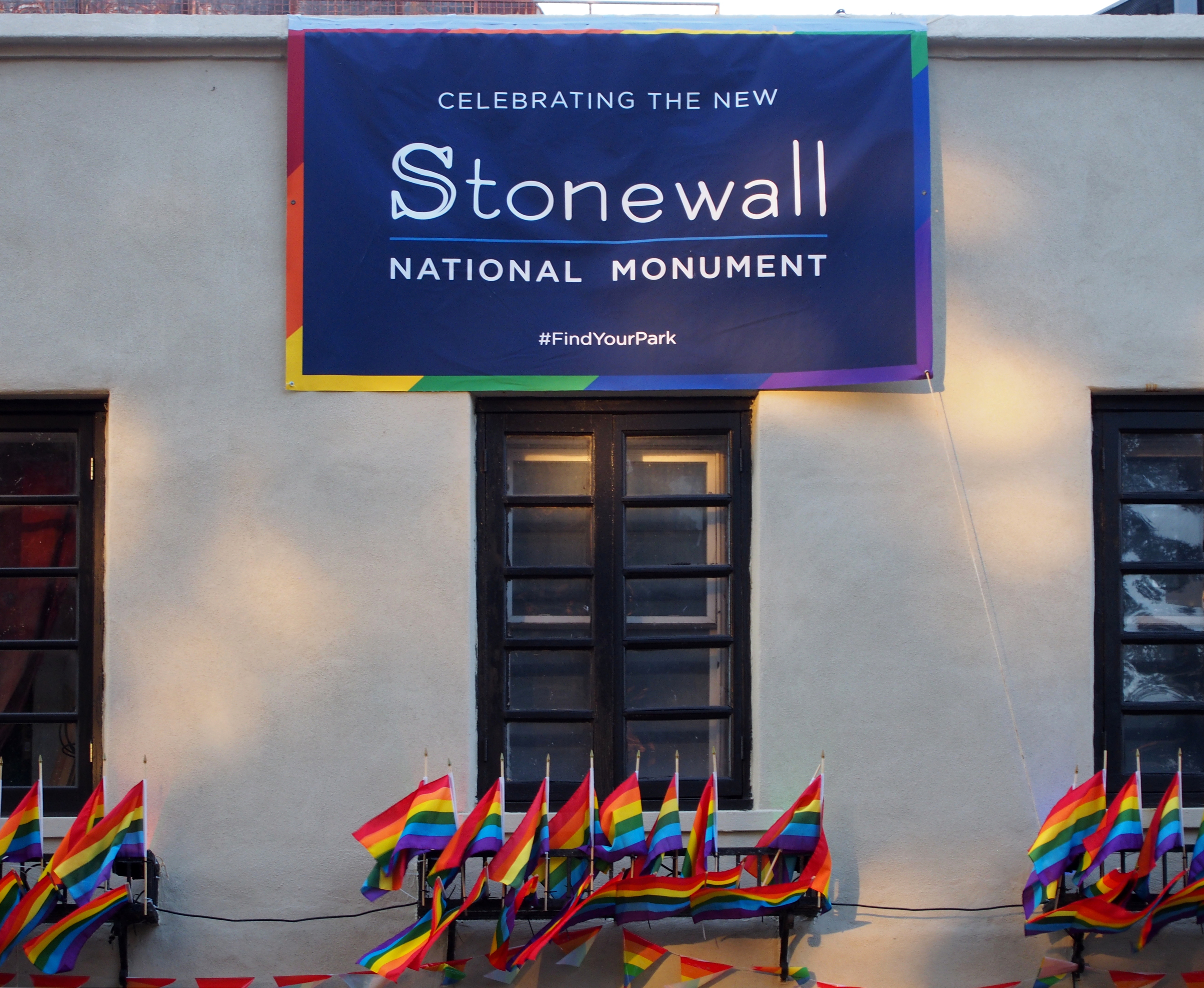
オバマ大統領がストーンウォール国立記念碑を作ることを発表した翌日、ビルからぶら下げられたバナー。

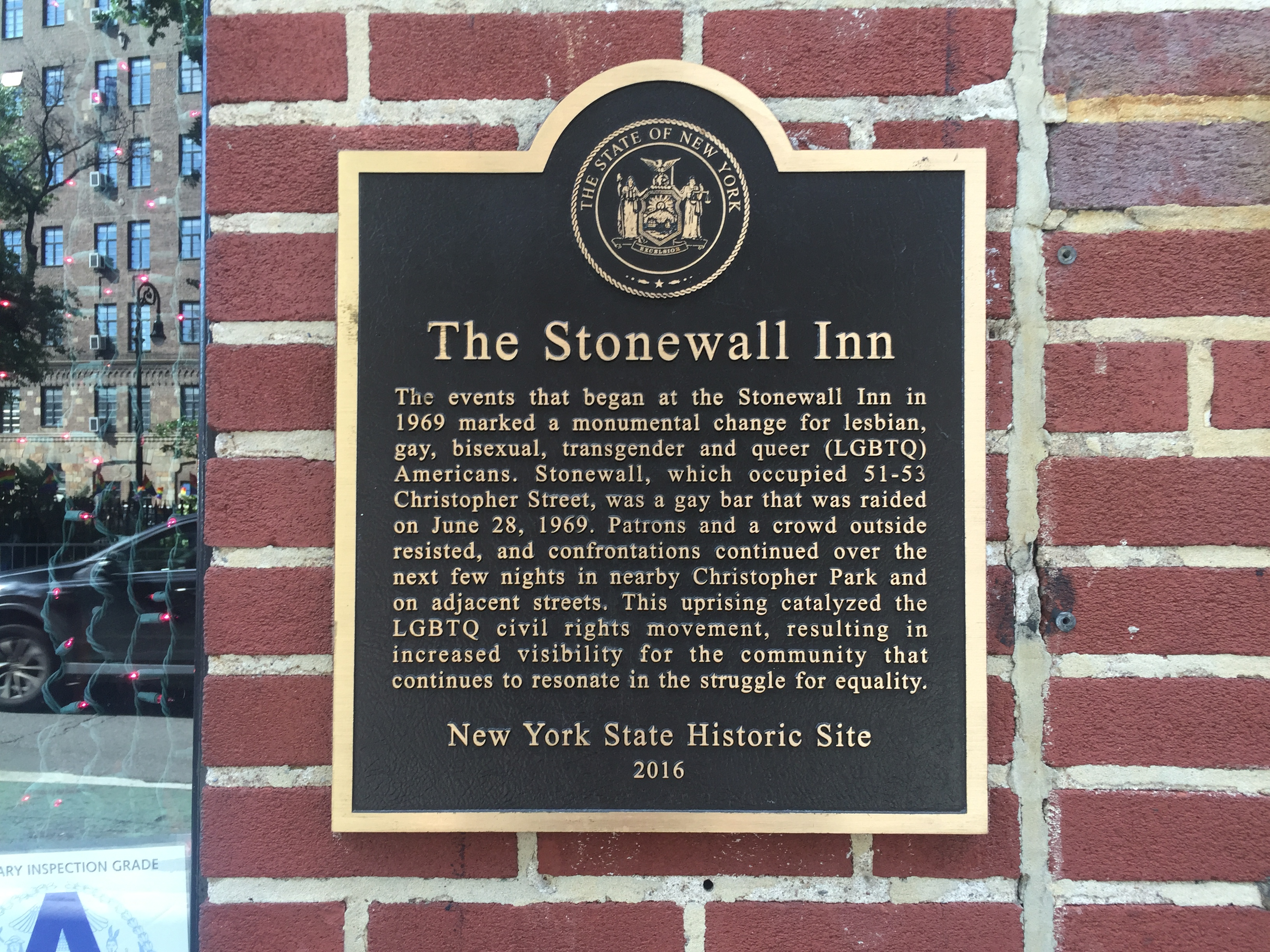
ストーンウォールの反乱を記念する銘板。

1999年6月、アメリカ合衆国内務省は、グリニッジ・ヴィレッジ内のクリストファー・ストリート51番地および53番地とその周辺地域を、アメリカ合衆国国定歴史建造物に登録した。これは、LGBTQコミュニティにまつわる場所としては初の登録であった。
献辞の式典において、内務省次官補のジョン・ベリーは次のように述べた。
ストーンウォール・インはまた、2000年2月に国定歴史建造物（National Historic Landmark）にも指定された。2015年6月23日、ニューヨーク市歴史建造物保存委員会
は、ストーンウォールを市指定のランドマークに指定した。
これは、LGBTQの文化的意義のみに基づいて指定された最初のランドマークである。
2016年6月24日、バラク・オバマ大統領は、ストーンウォール国立記念碑の設立を発表し、国立公園局がその管理を担うことになった。この指定によって、クリストファー・パークおよび隣接する総面積7エーカー超の地域が保護対象となった。なお、ストーンウォール・インは記念物の区域内に位置するが、現在も私有地である。
国立公園財団は、この記念物のために、レンジャーステーションや解説展示を設置するための資金を集める新たな非営利団体を設立した。これには、LGBTQ+体験に特化した初の国立ビジターセンターも含まれており、2024年6月28日に正式に開館した。同じ日に、ニューヨーク市地下鉄の「クリストファー・ストリート–シェリダン・スクエア駅」は「クリストファー・ストリート–ストーンウォール駅」へと改称された。

### トランスジェンダーへの言及の削除
2025年、トランスジェンダーおよびクィアの人々に関する言及が、記念碑の公式ウェブサイトから削除された。これにより、抗議行動が引き起こされた。

## 作品・ドキュメンタリー
ニュース映画やテレビ映像は、暴動の様子を一切記録しておらず、ホームムービーや写真もほとんど現存していない。現存するわずかな記録映像や写真がドキュメンタリーで使用されている。

### 映画
- 『ビフォー・ストーンウォール』- 1984年製作のドキュメンタリー映画。
- 『Stonewall（英語版）』 - ナイジェル・フィンチ監督による1995年公開の映画。
- 『After Stonewall（英語版）』 - 1999年製作のドキュメンタリー映画。
- 『Stonewall Uprising（英語版）』 - 2010年製作のドキュメンタリー映画。
- 『ストーンウォール』 - 2015年のアメリカ合衆国のドラマ映画
- 『Happy Birthday, Marsha!（英語版）』 - 2016年製作。マーシャ・P・ジョンソン、シルヴィア・リベラらをモデルにしたドラマ。

### 音楽
- マデリーン・ディヴィス（英語版）によるフォークソング『Stonewall Nation』[191]
- ステフィン・メリット（英語版）による『69: Judy Garland』
- ニューヨーク・シティ・オペラによるオペラ『ストーンウォール（英語版）』[192]

### 演劇
- 『ストリート・シアター』 - 1982年、ドリック・ウィルソン（英語版）制作。[193][194]
- 『RMP 2499』 - フランク・トスカーノ元巡査の脚本による2004年公開の演劇。